# 돌아온 무숙자
돌아온 무숙자(La Collina Degli Stivali, Boot Hill)는 이탈리아에서 제작된 쥬세페 콜리지 감독의 1969년 액션, 서부, 코미디, 드라마 영화이다. 테렌스 힐 등이 주연으로 출연하였다.

## 출연

### 주연
- 테렌스 힐
- 우디 스트루드
- 버드 스펜서
- 에드워드 시아넬리
- 루카 몬테피오리
- 글라우코 오노라토

### 조연
- 알버토 델아쿠아
- 빅터 부오노
- 리오넬 스탠더

## 제작진
- 미술: 개스톤 카세티